# Richard Anderson (basket-ball, 1960)
Pour les articles homonymes, voir Richard Anderson (homonymie) et Anderson.
Richard Anderson, né le 19 novembre 1960, à San Pedro, en Californie, est un ancien joueur américain de basket-ball. Il évolue durant sa carrière aux postes d'ailier fort et de pivot.